# Prêmio Multishow de Música Brasileira para Rock do Ano
Prêmio Multishow de Música Brasileira para Rock do Ano é um prêmio dado anualmente no Prêmio Multishow de Música Brasileira, uma cerimônia que foi estabelecida em 1994 e originalmente chamada de Prêmio TVZ. A Categoria Rock do Ano foi criada em 2023 como parte de uma reformulação nas normas da Academia do Prêmio Multishow. Anteriormente, o prêmio de Música do Ano englobava diversos ritmos musicais em uma única categoria. No entanto, a partir de 2023, essa categoria foi ramificada, dando origem a 11 novas categorias, cada uma dedicada a um estilo musical específico, incluindo o Rock.
Essa mudança visou reconhecer a diversidade de gêneros presentes na música brasileira e dar maior espaço a estilos populares, que tem uma presença significativa no cenário musical do país. A Categoria Rock do Ano destaca as músicas de maior impacto dentro do gênero, premiando artistas que contribuem para a evolução e popularidade do gênero no Brasil.

## Vencedores e indicados
| Ano  | Vencedor(a)                                    | Indicados | Ref.  |
| ---- | ---------------------------------------------- | --- | ----- |
| 2023 | "Distopia" – Planet Hemp e Criolo              | - "Aos Poucos" – Supercombo - "Electric Fish" – Ana Frango Elétrico - "Segredo" – Sophia Chablau e Uma Enorme Perda de Tempo - "Taca Fogo" – Planet Hemp - "Você Vai Lembrar de Mim" – NX Zero | [ 8 ] |
| 2024 | "Do Tamanho da Vida" – Barão Vermelho e Cazuza | - "Dentes Amarelos" – Dead Fish - "Eu Nunca Fui Embora" – Fresno - "Labirinto da Memória" – Dead Fish - "Perpétuo" – Black Pantera - "Tradução" – Black Pantera                                | [ 9 ] |